# Litsea ochracea
Litsea ochracea är en lagerväxtart som först beskrevs av Carl Ludwig von Blume, och fick sitt nu gällande namn av Jacob Gijsbert Boerlage. Litsea ochracea ingår i släktet Litsea och familjen lagerväxter. Inga underarter finns listade i Catalogue of Life.